# Амузо, Виктор
Витторио «Маленький Вик» Амузо (итал. Vittorio «Little Vic» Amuso) (родился 4 ноября 1934 года) — американский мафиози и босс семьи Луккезе, прозванный помощником прокурора США Чарльзом Роузом (англ. Charles Rose) «Смертельным Доном» (англ. The Deadly Don). Его правление в конце 1980-х — начале 1990-х стало одним из самых кровавых периодов в истории американской мафии, сравнимый по жестокости с действиями его бывшего подчинённого и протеже Энтони Кассо, который в 1994 году дал против него показания. После смерти в 2019 году босса семьи Коломбо Кармине Персико (англ. Carmine Persico) Виктор Амузо стал старейшим действующим главой «Пяти семей», занимая этот пост с 1987 года. С 1992 года он отбывает пожизненное заключение за убийства и рэкет в Федеральном исправительном комплексе в Северной Каролине, где находится по сей день.

## Биография
Виктор Амузо родился 4 ноября 1934 года и вырос в бруклинском районе Канарси. В конце 1940-х его свели с влиятельным мафиози Энтони Коралло (итал. Anthony «Tony Ducks» Corallo), капореджиме семьи Гальяно (позже ставшей семьёй Луккезе), начав криминальную карьеру в качестве телохранителя и водителя у Кармине Трамунти (итал. Carmine «Gribbs» Tramunti). Виктор Амузо был женат на Барбаре, родившей ему дочь Викторию; обе проживают в Говард-Бич, сохраняя частный образ жизни.

## Семья Коломбо

### В бригаде Джо Галло
В начале своей криминальной карьеры Виктор Амузо примкнул к бригаде Джо Галло в семье Профачи. Когда в 1960-х братья Галло развязали войну против самого Джо Профачи и старой гвардии семьи из-за урезанных доходов, Виктор Амузо, по некоторым данным, лично устранил нескольких сторонников Профачи. Однако вскоре он вместе с Джо Галло оказался за решёткой по обвинению в вымогательстве, что временно прервало его восхождение в преступном мире.
После освобождения Джо Галло в 1971 году криминальный конфликт вспыхнул с новой силой, что привело к убийству босса Джозефа Коломбо 28 июня 1971 года. Всего через девять месяцев, 7 апреля 1972 года, в ресторане Маленькой Италии был застрелен и сам Галло, отмечавший свой 43-й день рождения. Эти события вызвали массовый исход членов команды Галло из семьи Коломбо. Виктор Амузо, воспользовавшись хаосом, в том же году перешёл в семью Луккезе, где вошёл в группировку «19th Hole Crew» под началом капореджиме Кристофера Фурнари (итал. Christopher «Christie Tick» Furnari), что стало поворотным моментом в его криминальной карьере.

## Семья Луккезе

### Боец
Виктор Амузо, наряду с Энтони Кассо, стал одним из ключевых протеже влиятельного Кристофера Фурнари. Его криминальная деятельность была прервана 21 декабря 1972 года арестом возле печально известного «Дома на Морган-авеню» (англ. House on Morgan Avenue) — центра организованной преступной схемы, где за 20 000 долларов продавались поддельные документы об условно-досрочном освобождении. В момент задержания Амузо, предположительно направлявшийся на встречу с Ричардом Курро (англ. Richard Curro) – коррумпированным сотрудником исправительной системы и сообщником семьи Луккезе – имел при себе выкидной нож и компрометирующую папку с фальшивыми документами об условно-досрочном освобождении, что стало вещественным доказательством его причастности к масштабной коррупционной схеме.

### Полноправный член семьи

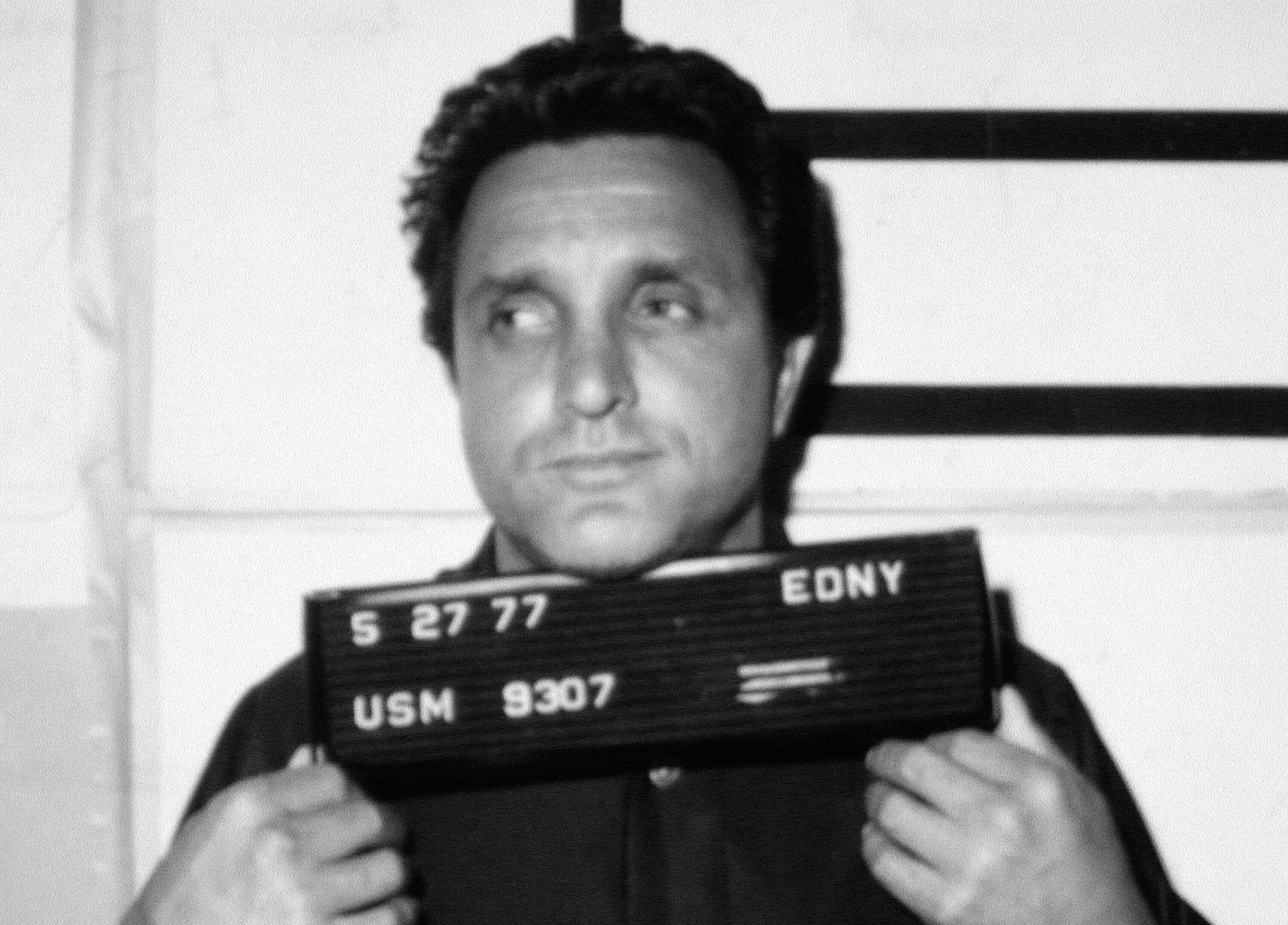
Снимок Виктора Амузо, задержанного Службой маршалов США 27 мая 1977 г.

В 1977 году Виктор Амузо официально вошел в состав семьи Луккезе, но уже 30 мая того же года его криминальная карьера вновь прервалась - вместе с Энтони Кассо он был арестован за организацию масштабной наркоторговли, включавшей контрабанду полутора килограммов героина из Бангкока. Расследование выявило, что Амузо, Кассо и двое других членов семьи Луккезе руководили всей цепочкой поставок, что в итоге привело всех участников преступной группы к тюремным срокам. 
В 1980 году произошла значительная перестановка в иерархии семьи Луккезе: Кристофер Фурнари занял пост консильери, а его прежнюю должность капореджиме унаследовал Виктор Амузо. Хотя изначально Фурнари видел своим преемником Энтони Кассо, последний предпочёл остаться его личным помощником - стратегическое решение, позволившее Кассо сохранить особый статус, поскольку по мафиозным правилам консильери имел право на одного непосредственного подчинённого.

### Убийство Фрэнка Дечикко
13 апреля 1986 года произошло громкое убийство заместителя босса семьи Гамбино Фрэнка Дечикко (итал. Frank DeCicco), подорванного в машине бомбой, заложенной Гербертом Пейтом (англ. Herbert Pate). Операцию наблюдали Виктор Амузо, Энтони Кассо и брат Амузо Роберт из припаркованного автомобиля. Истинной целью покушения, как утверждают источники, был сам Джон Готти – действующий босс Гамбино, организовавший без санкции Комиссии убийство Пола Кастеллано (англ. Paul Castellano). Согласно показаниям Энтони Кассо, этот теракт был спланирован триумвиратом в составе Виктора Амузо, Энтони Кассо и босса семьи Дженовезе Винсента Джиганте, однако судебного разбирательства по этому эпизоду так и не состоялось – впоследствии Энтони Кассо был исключен из Программы защиты свидетелей, оставив многие вопросы без ответа.

### Убийство Энтони Луонго
15 февраля 1985 года Энтони Коралло, Кристофер Фурнари и заместитель босса Сальваторе Санторо (итал. Salvatore «Tom Mix» Santoro) были привлечены к ответственности в ходе громкого процесса по делу Комиссии (англ. Mafia Commission Trial), наряду с другими лидерами «Пяти семей». В начале 1986 года Энтони Коралло, ожидая судебного приговора, назначил своим временным преемником протеже Энтони Луонго (итал. Anthony «Buddy» Luongo). Однако в декабре того же года Луонго таинственно исчез – по криминальным кругам поползли слухи, что его устранил собственный телохранитель и водитель Виктор Амузо при поддержке Энтони Кассо, ликвидировав таким образом последнего серьезного конкурента в борьбе за власть в семье Луккезе.
В конце 1986 года, осознавая неизбежность пожизненного приговора для себя, Сальваторе Санторо и Кристофера Фурнари, Энтони Коралло предпринял шаги по мирной передаче власти, собрав Виктора Амузо и Энтони Кассо в доме Кристофера Фурнари. На этой судьбоносной встрече он объявил, что один из них возглавит семью, после чего Кристофер Фурнари поручил своим протеже самостоятельно определить будущего босса. В результате этого обсуждения Виктор Амузо получил временные полномочия в 1986 году, а 13 января 1987 года, сразу после вынесения пожизненного приговора Энтони Коралло и другим лидерам, официально вступил в должность босса семьи Луккезе, что позволило сохранить преемственность власти без внутренних конфликтов.

## Махинации с установкой окон

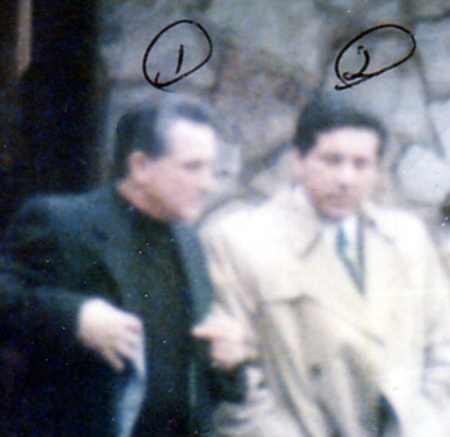
Фото оперативного наблюдения ФБР - на снимке Виктор Амузо (слева) и Энтони Кассо (справа

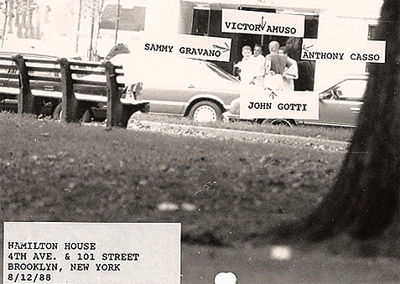
Фото оперативного наблюдения - Виктор Амузо, Энтони Кассо, Джон Готти и Сальваторе Гравано

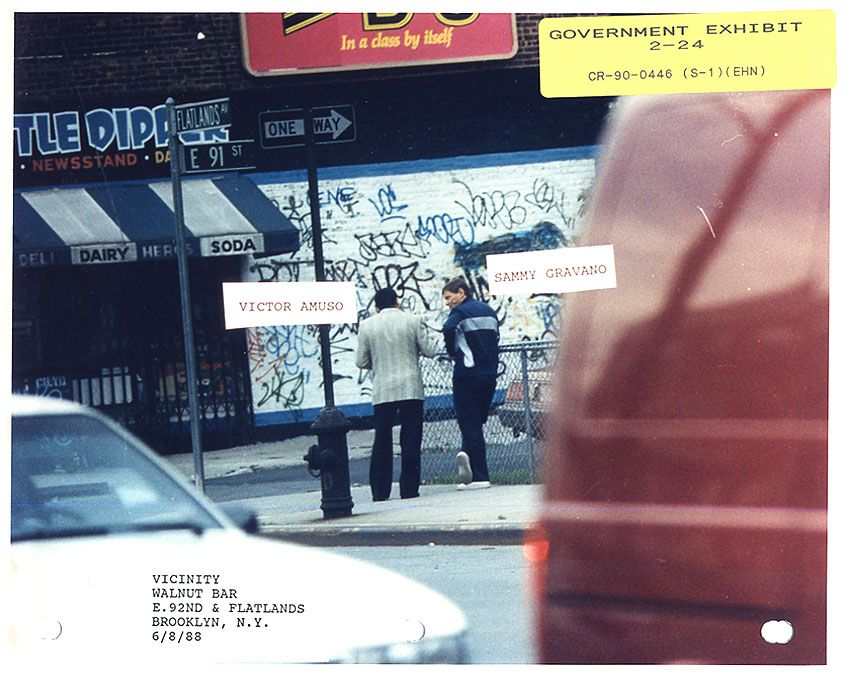
Фото оперативного наблюдения от 6 июня 1988 года - Виктор Амузо и Сальваторе Гравано

В период с 1978 по 1990 год четыре из «Пяти семей» (включая семью Луккезе) организовали масштабную схему мошенничества с жилищными контрактами Нью-Йорка, подделав заявки на 142 миллиона долларов из 191 миллиона, выделенных Жилищным управлением (англ. New York City Housing Authority) на оконные работы (англ. Windows case). Эта преступная схема включала обязательные отчисления в размере 1-2 долларов за каждое установленное окно в пользу профсоюзов, находившихся под контролем мафии.

### Конфликт с Энтони Аккеттуро
Назначение Энтони Кассо заместителем Виктора Амузо вызвало раскол в семье Луккезе – в конце 1980-х между Виктором Амузо и Энтони Кассо с одной стороны и Энтони Аккеттуро (итал. Anthony «Tumac» Accetturo), главой бригады из Нью-Джерси (англ. The Jersey Crew), разгорелся конфликт из-за отчислений в общак. Энтони Аккеттуро переводил в Нью-Йорк лишь 50 000 долларов в год, тогда как руководство семьи требовало половину всех доходов его бригады. После категорического отказа Энтони Аккеттуро, Виктор Амузо не только лишил его статуса в семье, но и объявил изгнанным, что обострило внутренние противоречия и поставило под угрозу единство семьи.
Осенью 1988 года разразился кризис, когда вся бригада из Нью-Джерси, вызванная на встречу с Виктором Амузо, в последний момент бежала, заподозрив готовящуюся расправу. Взбешенный Амузо отдал приказ «Замочить Джерси» (англ. Whack Jersey) – полному уничтожению бригады Нью-Джерси, что вынудило её членов скрываться и парализовало деятельность семьи в этом районе. В последовавшей кровавой чистке Виктор Амузо и Энтони Кассо методично устраняли любых потенциальных предателей или конкурентов, что в течение года заставило большинство беглецов вернуться в лоно семьи. Вернувшимся Виктор Амузо объявил Энтони Аккеттуро «отступником», отправив киллеров по его следам во Флориду, не зная, что тот уже находился в заключении за неуважение к суду. Этот провал стал роковым – узнав, что его давний враг Майкл Таккетта (итал. Michael «Mad Dog» Taccetta), которого Виктор Амузо также презирал, возглавил бригаду на севере Нью-Джерси, Энтони Аккеттуро окончательно решил сотрудничать со следствием, став информатором.

### В бегах

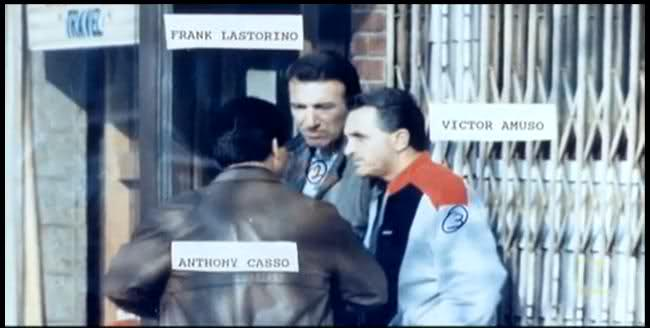
Фото оперативного наблюдения - Виктор Амузо, Энтони Кассо и Фрэнк Ласторино

30 мая 1990 года, получив информацию о готовящемся аресте по делу о мошенничестве с оконными контрактами, Виктор Амузо и Энтони Кассо перешли на нелегальное положение, временно передав бразды правления Альфонсу Дарко (итал. Alphonse «Little Al» D'Arco). Однако их кровавая кампания продолжилась – в 1991 году под удар попал капореджиме Питер Чиодо (итал. Peter «Fat Pete» Chiodo), обвиненный по закону RICO, что свидетельствовало о нарастающем давлении правоохранительных органов на верхушку семьи Луккезе и эскалации внутренних конфликтов в криминальной организации.
Подозревая Питера Чиодо в сотрудничестве со следствием, Виктор Амузо санкционировал его ликвидацию – 8 мая 1991 года три киллера выпустили в Питера Чиодо 12 пуль, но тот чудом выжил. Когда через несколько недель Виктор Амузо через адвокатов передал угрозы убийства жене Питера Чиодо, грубо нарушив священное для мафии правило неприкосновенности женщин, а затем почти совершил покушение на его сестру, это стало роковой ошибкой. Озлобленный Питер Чиодо официально перешел на сторону правосудия, предоставив властям беспрецедентные показания: он раскрыл все детали громкого «Оконного дела», назвал имена организаторов многочисленных убийств и заговоров, описал схемы ростовщичества, вымогательств, отмывания денег и наркоторговли, действовавшие в Квинсе, Бруклине, Манхэттене и Бронксе, а также дал показания против высшего руководства «Пяти семей», включая самого Виктора Амузо.
Виктор Амузо окончательно потерял доверие мафиозного сообщества, отдав серию иррациональных приказов, демонстрировавших его параноидальный стиль руководства. Вместе с Энтони Кассо он составил кровавый список из 49 предполагаемых жертв (включая собственных сообщников), поручил Дарко организовать подрыв Джона Готти с привлечением специалиста из филадельфийской семьи, а затем, обвинив самого Дарко в провале устранения Питера Чиодо, унизительно понизил его, создав коллективное руководство из четырех человек. Эти безумные решения, нарушавшие все традиционные мафиозные кодексы, окончательно дискредитировали Виктора Амузо в глазах преступного мира.
29 июля 1991 года Виктор Амузо был арестован агентами ФБР в торговом центре под Скрантоном – задержание стало возможным благодаря информатору, раскрывшему секретную систему связи босса. Вскоре Альфонс Дарко, обнаружив подготовку своего убийства во время встречи руководства Луккезе в манхэттенском отеле (когда он заметил подозрительного человека с пистолетом), предпочел сотрудничать с властями. Вместе с показаниями Питера Чиодо и других перебежчиков, это привело к полному краху Виктора Амузо: 15 июня 1991 года его признали виновным по всем 54 пунктам обвинения (включая 9 убийств), а 9 октября 1992 года «Смертельный Дон» получил пожизненный срок, завершив эпоху его кровавого правления в семье Луккезе.
Энтони Кассо оставался на свободе до 1993 года, пока его не арестовали – за это время Виктор Амузо, одержимый обстоятельствами своего задержания, пришел к убеждению, что Энтони Кассо предал его ФБР в попытке захватить власть. В конце 1993 года Виктор Амузо официально низложил Энтони Кассо, объявив его изгоем и разорвав тридцатилетнее криминальное партнерство. Это решение стало роковой ошибкой: оскорбленный Энтони Кассо перешел на сторону властей, раскрыв шокирующие подробности их преступной деятельности. Следствие установило, что оба босса, даже находясь под судом и в бегах, организовали через двух коррумпированных детективов – Луиса Эпполито (англ. Louis Eppolito) и Стивена Каракаппу (англ. Stephen Caracappa) – более 10-12 заказных убийств, демонстрируя беспрецедентную дерзость и полное пренебрежение законом.

## Список убийств, совершенных по указанию Виктора Амузо
| Имя                                                                         | Дата         | Принадлежность        | Причина |
| --------------------------------------------------------------------------- | ------------ | --------------------- | --- |
| Энтони Луонго (итал. Anthony «Buddy» Luongo)                                | Ноябрь 1986  | Капореджиме           | Убит Энтони Кассо и Виктором Амусо после того, как Энтони Коралло, Виктор Амузо и Энтони Кассо испугались, что Луонго попытается захватить власть в семье Луккезе. |
| Николас Гвидо (итал. Nicholas Guido)                                        | 25.12.1986   | Гражданский           | Был ошибочно опознан как причастный к попытке убийства Энтони Кассо. Предполагаемым стрелком был Джозеф Теста (итал. Joseph Testa). |
| Кармине Варриале/Фрэнк Санторо (итал. Carmine Varriale/итал. Frank Santoro) | 03.09.1987   | Боец и сообщник семьи | Кармине Варриале убит возле клуба в Бруклине за попытку мести за убийство своего брата. Также был убит 51-летний сообщник Луккезе Фрэнк Санторо. В команду киллеров входили Фрэнк Смит-Старший (итал. Frank Smith Sr.), Фрэнк Смит-младший (итал. Frank Smith J.) и Майкл Чилоне (англ. Michael Cilone).                                                                                         |
| Джон Отто Хайдель (англ. John Otto Heidel)                                  | Октябрь 1987 | Сообщник сеьми        | Застрелен в октябре 1987 года по подозрению о сотрудничестве с правоохранительными органами. |
| Джозеф Мартино (итал. Joseph Martino)                                       | 1988         | Сообщник сеьми        | Задушен насмерть по подозрению о сотрудничестве с правоохранительными органами. |
| Евстакио Джаммона (итал. Eustachio «Leo» Giammona)                          | Июнь 1988    | Боец                  | Застрелен за рулем автомобиля. Был наркоторговцем и родственником Джона Гамбино (итал. Giovanni «John» Gambino). |
| Сорехо Нало (итал. Sorecho «Sammy the Arab» Nalo)                           | 25.10.1988   | Сообщник сеьми        | Член семьи Рочестера (англ. Rochester crime family) и организатор ограбления отеля «Пьер» (англ. Pierre Hotel robbery), застреленный в офисе своего турагентства в октябре 1988 года бойцами Луккезе после того, как он вмешался в незаконный игорный бизнес, управляемый семьей Луккезе. |
| Томас Гилмор (итал. Thomas «Red» Gilmore)                                   | 06.02.1989   | Сообщник сеьми        | Сообщник капореджиме Пола Варио, застреленного бывшим исполняющим обязанности босса Луисом Дайдоне (итал. Louis Daidone) и Пэтти Деллоруссо (итал. Patty Dellorusso). |
| Майкл Паппадио (итал. Michael Pappadio)                                     | 13.05.1989   | Боец                  | Избит и застрелен Альфонсом Дарко с сообщниками после присвоения денег, предназначенных для взятки. Майкл Паппадио отвечал за контроль интересов семьи Луккезе в Швейном квартале в Нью-Йорке. |
| Роберт Кубечка/Дональд Барстоу (англ. Robert Kubecka/англ. Donald Barstow)  | 11.08.1989   | Гражданские           | Два бизнесмена, смертельно раненные Фрэнки Федерико (итал. Frankie «Pearls» Federico) и Рокко Витулли (итал. Rocco Vitulli). Убийства бизнесменов были одобрены Энтони Кассо и Виктором Амузо и поручены капореджиме Сэлу Авеллино (итал. Sal Avellino), который, в свою очередь, поручил их двум своим бойцам. Кубечка дал показания против попыток вымогательства, направленных на его бизнес. |
| Джон Петручелли (итал. John Petrucelli)                                     | 13.09.1989   | Боец                  | Застреленный после побега Гаса Фараче (итал. Costabile «Gus» Farace) - сообщник семьи Бонанно, подозреваемого в убийстве агента Управления по борьбе с наркотиками. В 1991 году Энтони Магана (итал. Anthony Magana) и Джозеф Косентино (итал. Joseph Cosentino) были признаны виновными в убийстве.                                                                                             |
| Энтони Дилапи (итал. Anthony DiLapi)                                        | 04.02.1990   | Боец                  | Застрелен по подозрению в сотрудничестве с правоохранительными органами. |
| Michael Salerno (итал. Michael Salerno)                                     | 05.06.1990   | Капореджиме           | Убит по подозрению в сотрудничестве с правоохранительными органами. |

## За решёткой

### Новый босс

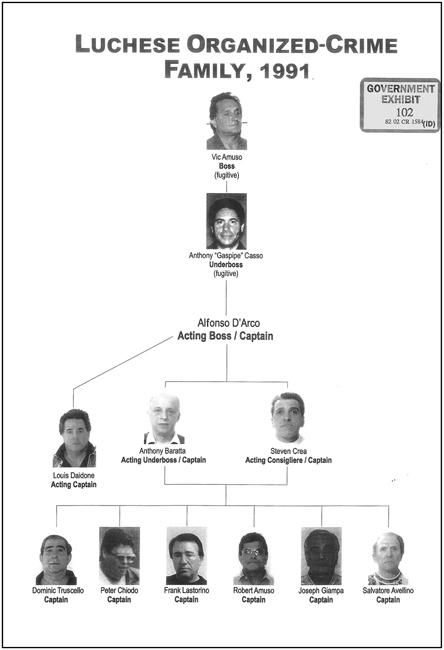
Семья Луккезе по состоянию на 1991 год

После предъявления обвинений Виктору Амузо в 1991 году, опираясь на показания Альфонса Дарко, руководство семьи Луккезе предприняло хитроумный маневр: Джозеф Дефеде (итал. Joseph «Little Joe» DeFede) был выдвинут на роль исполняющего обязанности босса через влиятельный «Исполнительный комитет» (итал. Ruling Panel), куда входили Стивен Креа (итал. Steven «Wonderboy» Crea), Энтони Баратта (итал. Anthony «Bowat» Baratta), Сальваторе Авеллино (итал. Salvatore «Sal» Avellino) и консильери Фрэнк Ласторино (итал. Frank «Big Frank» Lastorino). Однако именно Ласторино, воспользовавшись судебными проблемами Виктора Амузо и Энтони Кассо, мастерски перехватил инициативу, заключив стратегический альянс с бруклинской бригадой в лице Джорджа Запполы (итал. George «Georgie Neck» Zappola), Фрэнка Папагни (итал. Frank «Bones» Papagni), Фрэнка Джиоиа (итал. Frank Gioia) и Джорджа Конте (итал. George Conte), что позволило ему сосредоточить в своих руках реальную власть в семье в кризисный период.

### Конфликт с бригадой Бронкса
В начале 1992 года Виктор Амузо, охваченный паранойей о возможном перевороте в семье Луккезе, решил продемонстрировать свою власть, особенно опасаясь влиятельной бригады из Бронкса. 3 апреля 1992 года он организовал дерзкое покушение на видного капо Аниелло Мильоре (итал. Aniello «Neil» Migliore) – во время празднования дня рождения внучки друга Мильоре в ресторане на Лонг-Айленде, неизвестный стрелок из проезжающей машины выпустил несколько зарядов дроби через окно, тяжело ранив капореджиме в голову и грудь. Несмотря на тяжелые ранения и очевидное предательство, удивительным образом лояльный Аниелло Мильоре не только выжил, но и продолжил активно участвовать в делах семьи на протяжении долгого времени, демонстрируя либо невероятную преданность, либо расчетливую терпеливость.

### Соперничество бригад Бронкса и Бруклина
Считается, что Виктор Амузо попытался устранить Аниелло Мильоре (итал. Aniello «Neil» Migliore) из бригады Бронкса в 1992 году, выбрав вместо него другого лидера — Стивена Креа — в качестве нового заместителя босса семьи Луккезе, чтобы усилить контроль над районом Бронксом. Однако это решение едва не развязало внутреннюю войну: Стивен Креа вместе с Джозефом Дефеде начали смещать центр власти из Бруклина обратно в Бронкс, где исторически орудовала его бригада. Это не устроило заключенного босса Виктора Амузо и его бруклинских сторонников. Консильери семьи Фрэнк Ласторино попытался организовать убийство Стивена Креа, заручившись поддержкой капо Джорджа Запполы, Фрэнка Папагни и Фрэнка Джиоя, а затем планировал использовать его смерть для захвата власти. Правоохранительные органы США подтвердили, что именно эти члены фактически управляли семьей, зафиксировав их планы по устранению босса семьи Гамбино Джона «Малыша» Готти (итал. John «Junior» Gotti) и его соперника Николаса Короццо (итал. Nicholas «Little Nick» Corozzo) с целью раздела их организации. В заговоре также участвовали босс семьи Дженовезе Винсент Джиганте и действующий главарь Энтони Кассо — до своего ареста. Однако масштабные обвинения против участников заговора из трех семей сорвали эти планы, и Виктор Амузо сохранил контроль над семьей из тюремных застенков, пока большинство заговорщиков сами оказались за решеткой.

### Реструктуризация семьи
В середине 1990-х большинство лидеров бруклинской группировки, включая ключевых противников Виктор Амузо, оказались за решеткой по разным обвинениям. Чтобы удержать семью Луккезе под контролем, Виктор Амузо сделал ставку на верных людей: его давний соратник, бруклинский капо Луи Дайдоне (итал. Louis «Louie Bagels» Daidone), сменил Фрэнка Ласторино на посту консильери, а Джозеф Дефеде остался исполняющим обязанности босса. Дефеде курировал ключевые доходные направления, включая операции в Швейном квартале, приносившие семье от 40 до 60 тысяч долларов в месяц. Стивен Креа из Бронкса сохранил позицию младшего босса, контролируя строительный рэкет и профсоюзные схемы с ежемесячным доходом до 500 тысяч долларов. Луи Дайдоне взял под свой контроль уличные бригады, занимавшиеся «грязной работой» — сбором долгов (игорных, ростовщических), вымогательствами и, по некоторым данным, заказными убийствами. После его повышения бывшую команду Луи Дайдоне возглавил капореджиме Лонг-Айленда Джозеф Кариди (итал. Joseph «Joe C» Caridi).

### Тюремный срок Джо Дефеде
28 апреля 1998 года Джозефу Дефеде было предъявлено обвинение по девяти пунктам рэкета – следствие установило, что с 1992 по 1997 год он руководил преступной деятельностью семьи Луккезе в нью-йоркском Швейном квартале. Согласно материалам дела, с середины 1980-х семья систематически получала от 40 до 60 тысяч долларов ежемесячно от рэкета. В декабре того же года Дефеде пошел на сделку со следствием, признав свою вину, что привело к пятилетнему тюремному сроку. Это признание вызвало ярость Виктора Амузо – босс не только усомнился в лояльности подчиненного, но и навсегда заклеймил его в своих глазах как предателя и вора, пошедшего на сговор с властями.

### Доходы Стивена Креа
После отправки Дефеде за решетку в 1998 году Виктор Амусо сделал ставку на лидера бригады из Бронкса Стивена Креа, назначив его новым исполняющим обязанности босса семьи Луккезе. В отличие от предшественника, Стивен Креа исправно перечислял львиную долю преступных доходов заключенному патрону, что окончательно убедило Виктора Амузо: Дефеде годами обкрадывал семью, пользуясь своим положением. К концу 1999 года терпение босса лопнуло – он санкционировал устранение бывшего соратника. Однако планам не суждено было сбыться: 6 сентября 2000 года Стивен Креа и семеро других членов семьи оказались за решеткой по обвинению в вымогательстве. В 2001 году суд приговорил Стивена Креа к пяти годам, от которых он вышел на свободу только в 2006 году.

### Дайдоне, Дефеде и Дарко
После отправки Стивена Креа в тюрьму в 2001 году консильери Луи Дайдоне занял пост исполняющего обязанности босса, взяв на себя руководство повседневными делами семьи. Будучи одним из самых влиятельных и опасных членов организации, Луи Дайдоне продолжал курировать заказ Виктора Амузо на устранение бывшего исполняющего обязанности босса Джозефа Дефеде, отбывавшего срок. Хотя Джозеф Дефеде не знал о смертном приговоре, его понижение с капо до рядового солдата ясно показало, что он впал в немилость у Виктора Амузо и оказался в смертельной опасности. Освободившись 5 февраля 2002 года, Джозеф Дефеде немедленно пошел на сотрудничество со следствием. Вместе с Альфонсом Дарко он предоставил властям детальную информацию об операциях семьи Луккезе в Нью-Йорке, что позволило ФБР окончательно разгромить сторонников Виктора Амузо.
Информаторы Дарко и Дефеде раскрыли властям масштабный криминальный механизм, включавший нелегальные азартные игры, ростовщические схемы, систематические вымогательства и даже причастность к ряду старых убийств. Эти показания привели к обвинению коррумпированных детективов Луиса Эпполито и Стивена Каракаппы, которые, как установило следствие, с 1980-х годов находились на содержании у бывшего босса Луккезе Энтони Кассо. Будучи высокооплачиваемыми офицерами нью-йоркской полиции, они снабжали мафию конфиденциальной информацией о расследованиях и потенциальных свидетелях. Более того, преступники в погонах участвовали в заманивании конкурентов и возможных информаторов в смертельные ловушки, а в отдельных случаях лично приводили приговоры в исполнение. В 2003 году Луи Дайдоне получил пожизненный срок за рэкет и убийства, тогда как более десяти других влиятельных членов семьи Луккезе были осуждены по различным статьям в том же году.

### «Исполнительный комитет»
После осуждения Луи Дайдоне в 2003 году Виктор Амузо создал новый «Исполнительный комитет» из трех влиятельных капореджиме для управления повседневными операциями семьи. В состав этого триумвирата вошли ключевые фигуры Луккезе: Аниелло Мильоре, Мэтью Мадонна (англ. Matthew «Matt» Madonna) и Джозеф Динаполи (англ. Joseph «Joey Dee» DiNapoli). Виктор Амузо сознательно отказался от назначения единственного заместителя, распределив власть между тремя авторитетными капореджиме, которые должны были действовать согласованно. Особое положение занимал Аниелло Мильоре - бывший союзник Энтони Коралло и давний оппонент Виктора Амузо, считавшийся одним из наиболее влиятельных деятелей в структуре семьи Луккезе. Эта нестандартная система управления позволяла Виктору Амузо сохранять контроль из тюрьмы, предотвращая чрезмерное усиление любого из подчиненных.

### Возвращение Стивена Креа
После освобождения в 2006 году бывшего босса Стивена Креа «Исполнительный комитет» продолжил управление повседневными делами семьи. Однако в конце 2009 года двое из трех членов триумвирата – Мэтью Мадонна и Джозеф Динаполи – были обвинены в рэкете, нелегальных азартных играх и вымогательстве. Эти аресты привели к тому, что в том же году Стивен Креа вновь занял пост исполняющего обязанности босса семьи Луккезе, восстановив свое влияние в криминальной организации.
По состоянию на июль 2014 года Виктор Амузо, отбывающий пожизненный срок в федеральной тюрьме (Federal Correctional Institution, Cumberland) за убийства и рэкет (регистрационный номер 38740-079), оставался официальным боссом семьи Луккезе. По данным историка мафии Селвина Рааба, жестокая стратегия Виктора Амузо привела к катастрофическим последствиям: более половины членов семьи были уничтожены — убиты, заключены в тюрьму или стали информаторами.

### Десантис – новый босс
В мае 2019 года бывший член семьи Луккезе и правительственный свидетель Джон Пенниси (итал. John Pennisi), давая показания на процессе против Юджина Кастелле (итал. Eugene Castelle), раскрыл текущую структуру руководства организации. Согласно его показаниям, в 2017 году отбывающий пожизненный срок босс Виктор Амузо направил письмо заместителю босса Стивену Креа, где назначил главу бруклинской бригады Майкла Десантиса (итал. Michael «Big Mike» DeSantis) исполняющим обязанности босса вместо лидера бригады из Бронкса Мэтью Мадонны. Джон Пенниси также сообщил, что Виктор Амузо санкционировал ликвидацию капореджиме и нескольких членов бригады из Бронкса в случае их сопротивления этим изменениям. В своих показаниях информатор детализировал структуру семьи Луккезе, состоящую из семи бригад: двух в Бронксе, двух на Лонг-Айленде, по одной на Манхэттене и в Нью-Джерси, а также бригады Кастеллуччи в Бруклине (преемницы группировки Виктора Амузо – Энтони Кассо. Правоохранительные источники подтвердили назначение Пэтти Деллоруссо (итал. Patty «Red» Dellorusso) из Бруклина исполняющим обязанности младшего босса и Эндрю Десимоне (итал. Andrew DeSimone) из Бронкса в качестве консильери.

### Дополнительные источники
- Codella, Michael and Bennett, Bruce. Alphaville: 1988, Crime, Punishment, and the Battle for New York City's Lower East Side. St. Martin's Press, 2010. ISBN 0-312-59248-5
- Capeci, Jerry. The Complete Idiot's Guide to the Mafia. Indianapolis: Alpha Books, 2002. ISBN 0-02-864225-2
- Davis, John H. Mafia Dynasty: The Rise and Fall of the Gambino Crime Family. New York: Harper Torch, 1994. ISBN 0-06-109184-7
- Raab, Selwyn. The Five Families: The Rise, Decline & Resurgence of America's Most Powerful Mafia Empire. New York: St. Martins Press, 2005. ISBN 0-312-36181-5
- Devito, Carlo. Encyclopedia of International Organized Crime. New York: Facts On File, Inc., 2005. ISBN 0-8160-4848-7
- Sifakis, Carl. The Mafia Encyclopedia. New York: Da Capo Press, 2005. ISBN 0-8160-5694-3
- Kelly, Robert J. Encyclopedia of Organized Crime in the United States. Westport, Connecticut: Greenwood Press, 2000. ISBN 0-313-30653-2
- United States. Congress. Senate. Committee on Governmental Affairs. Permanent Subcommittee on Investigations. Organized Crime: 25 Years After Valachi : Hearings Before the Permanent Subcommittee on Investigations. 1988.

Внешние ссылки
- La Cosa Nostra – State of New Jersey Commission of Investigation 1989 Report The Lucchese/Corallo/Amuso Family
- Slate: Dispatches From a Mob Trial Anatomy of a Mafia mole by Dan Ackman
- Time Magazine: Blood in the Streets: Subculture of Violence
- La Cosa Nostra: Victor Amuso (La Cosa Nostra Database)
- Victor Amuso Arrest